# Martin Wihoda
Martin Wihoda (* 14. února 1967 Opava) je český historik, pracovník Historického ústavu na filozofické fakultě Masarykovy univerzity. Odborně se zabývá středověkými dějinami střední a západní Evropy.

## Život
Martin Wihoda maturoval na gymnáziu v Opavě a poté vystudoval historii na Filozofické fakultě Masarykovy univerzity. V doktorském studiu pokračoval na univerzitách v Brně, Würzburgu a Marburgu, titul Ph.D. získal v roce 1999. V roce 2010 byl jmenován profesorem obecných dějin se zaměřením na středověk. Od roku 2013 je členem mezinárodní Společnosti pro dějiny Štaufů (Gesellschaft für staufische Geschichte) se sídlem v Göppingenu[ujasnit]. Od roku 2017 působí jako člen vědecké rady projektu Constitutiones et acta publica imperatorum et regum na Berlínsko-braniborské akademii věd (Berlin-Brandenburgische Akademie der Wissenschaften).[zdroj⁠?!] V roce 2019 byl zvolen členem korespondentem vedení Monumenta Germaniae Historica v Mnichově. Od roku 2020 je členem vědecké rady Institutu saských dějin a etnografie (Institut für Sächsische Geschichte und Volkskunde e.V.) při Saské akademii věd v Lipsku.
Odborně se věnuje „europeizaci“ dějin střední a středovýchodní Evropy raného a vrcholného středověku. Spolupracuje s historiky v Německu, Rakousku, Polsku a Maďarsku. Mezi jeho žáky patří Martin Čapský, Petr Elbel, David Kalhous, Přemysl Bar, Anna Smékalová-Kernbach a Lukáš Reitinger.
Dne 18. března 2025 byl zvolen členem Vědecké rady Akademie věd ČR na funkční období 2025–2029.

## Publikace
- Hrady českého Slezska. Brno : Akademie věd České republiky, Archeologický ústav, 2000. 645 s. ISBN 80-86023-22-2 (spoluautoři Pavel Kouřil a Dalibor Prix)
- Dějiny Rakouska. Praha : NLN, 2002. 734 s. ISBN 80-7106-239-1 (spoluautoři Václav Veber, Jan Urban, Milan Hlavačka, Petr Vorel, Miloslav Polívka a Zdeněk Měřínský)
- Zlatá bula sicilská. Podivuhodný příběh ve vrstvách paměti. Praha : Argo, 2005. 316 s. ISBN 80-7203-682-3
- Vladislav Jindřich. Brno : Matice moravská, 2007. 411 s. ISBN 978-80-86488-40-0. (2. dopl. vyd. Praha : Argo, 2019. 301 s. ISBN 978-80-257-2905-2)
- Morava v době knížecí 906–1197. Praha : Nakladatelství Lidové noviny, 2010. 464 s. ISBN 978-80-7106-563-0
- Die sizilischen goldenen Bullen von 1212 : Kaiser Friedrichs II. Privilegien für die Přemysliden im Erinnerungsdiskurs. Wien ; Köln ; Weimar, : Böhlau, 2012. 330 s. ISBN 978-3-205-78838-6
- První česká království. Praha : Nakladatelství Lidové noviny, 2015. 440 s. ISBN 978-80-7422-278-8
- Vladislaus Henry. The Formation of Moravian Identity. East Central and Eastern Europe in the Middle Ages 450–1450 Vol. 33. Leiden ; Boston, : Brill 2015. 351 s. ISBN 978-90-04-25049-9
- WIHODA, Martin. Kosmas. 1. vyd. Praha: Argo, 2024. 208 s. ISBN 978-80-257-4472-7.